# Павильон № 52—53 «Крупный рогатый скот» на ВДНХ
Павильон «Крупный рогатый скот» — павильон ВДНХ под номером 52—53. Построен в 1953—1954 годах. В настоящее время в нем помещается Музей Гаража особого назначения.

## История
Павильон был построен в 1953—1954 годах в ходе послевоенной реконструкции выставки. Авторами проекта стали архитекторы Александр Колесниченко и Григорий Савинов. Павильон входит в состав Животноводческого городка ВДНХ и решён в одном композиционном стиле с павильонами «Свиноводство» и «Овцеводство», построенными теми же архитекторами. Здание одноэтажное, вытянутое, с двускатной крышей, и разделено на четыре корпуса. Фасад оштукатурен, фриз и наличники окон украшены вставками из красного кирпича. Кирпичный карниз выложен в виде бахромы и создаёт образ вышитого полотенца. Украшением павильонов были скульптурное изображение голов коров, которые к настоящему моменту не сохранились.
В павильоне демонстрировались различные породы крупного рогатого скота, которые разводились в Советском Союзе. В 1954 году, на момент открытия выставки, здесь содержалось 334 особи: по 90 голов в трёх корпусах и 64 молодых особи в четвёртом корпусе. Также действовала экспозиция, посвящённая развитию и новым методам в скотоводстве и производстве молока и мяса в стране. В постсоветские годы экспозиция была упразднена.

## Музей Гаража особого назначения
Музей Гаража особого назначения — музейно-выставочный центр, расположенный в Москве на ВДНХ. Основу постоянной экспозиции составляют более 50 уникальных автомобилей и мотоциклов, среди которых аналоги машин из гаража Николая II, автомобили, обслуживавшие руководителей СССР и современной России.
Идея создания музея Гаража особого назначения (ГОН) появилась достаточно давно. Так, ещё в далёком 1977 году в 9-м корпусе Московского Кремля открылась Комната истории ГОНа, где силами сотрудников были собраны различные экспонаты, документы и фотоматериалы. С тех пор коллекция только расширялась, и постепенно пришло понимание о необходимости создания большого музея, где будет представлена история Гаража особого назначения не только в документах и фотографиях, но и через те самые автомобили, которые принимали участие в автотранспортном обслуживании первых лиц России.
В январе 2021 года Гараж особого назначения (ГОН) отметил 100-летний юбилей. К этому событию было приурочено открытие в Москве на ВДНХ многофункционального музейно-выставочного комплекса — Музея Гаража особого назначения.
В павильоне № 53 Музея представлена зона свободного посещения, рассказывающая о становлении и развитии органов государственной охраны России, истории Завода имени Лихачёва (ЗИЛ) и создании легендарных советских марок ЗИС и ЗИЛ, производстве автомобилей AURUS Государственным научным центром ФГУП «НАМИ», работе правительственного кортежа во время официальных визитов лидеров государств.
Основу постоянной экспозиции составляют более пятидесяти автомобилей и мотоциклов, среди которых аналоги машин из гаража Николая II, автомобили, обслуживавшие руководителей СССР и современной России. Среди центральных экспонатов — автомобиль AURUS Senat Lemousine, доставивший президента России В. В. Путина на церемонию инаугурации в мае 2018 года.
В павильоне № 54 представлены учебно-игровые автотренажёры и интерактивные экспонаты, экспозиции, рассказывающие об истории автомобильных фар и регистрационных знаков, разрезные модели агрегатов ретро-машин ГОНа, а также тематические экспонаты из запасников Политехнического музея. Кроме того, можно сфотографироваться в салоне исторических автомобилей ЗИС-110 и ЗИЛ-41045.
В стенах музея проходят тематические выставки и презентации, реализуются культурно-просветительские проекты. Для детей школьного возраста проводятся мастер-классы и лекции по истории автомобилестроения, промышленному дизайну и другим инженерным дисциплинам.